# Воробьёв, Владимир Ильич
Владимир Ильич Воробьёв (23 июля (5 августа) 1905 — 3 марта 1972) — шахтостроитель, руководитель угольной промышленности Кузбасса. Герой Социалистического Труда. Заслуженный строитель РСФСР. Кавалер трёх орденов Ленина. С именем Воробьева связаны небывалые достижения в 30-е годы и послевоенный взлет всего Кузнецкого угольного бассейна.

## Биография
Детство прошло на Центральном руднике возле Тисуля, где работали его отец и дед. В 1918 году Центральный рудник закрыли и семья Воробьевых перебралась в Крапивино. С одиннадцати лет работал сначала рассыльным, затем ламповщиком, учеником слесаря. В 1929 году, после окончания Томского горного института (ныне ТПУ), начал работать на Ленинском руднике. Молодой инженер с первых дней строительства шахты «Капитальная-2» (сейчас шахта им. Кирова) руководил проходкой шахтных стволов. В 1937 году его назначили помощником главного инженера комбината «Кузбассуголь», а затем предложили принять трест «Ленинуголь». За четыре предвоенных года, которые он стоял во главе треста, добыча угля на руднике поднялась в полтора раза.
В годы войны В. И. Воробьев работал управляющим трестом в г. Осинники. Четыре года он возглавлял трест «Осинникиуголь», после чего был назначен начальником комбината «Кузбассуголь». За большие заслуги в труде удостоен звания Героя Социалистического труда (1948). В начале 1950-х возглавил шахтостроительный комбинат в Новокузнецке. С его приходом трест «Кузбассшахтомонтаж» расширил фронт строительства и реконструкции шахт и разрезов. Очень многое было сделано под руководством В. И. Воробьева по превращению комбината «Кузбассшахтострой» в передовое строительное объединение. Объёмы строительно-монтажных работ и ввод мощностей возросли в полтора раза.
Депутат Совета Союза Верховного Совета СССР 3-го и 4-го созывов от Кемеровской области (1950—1958).
В Новокузнецке В. И. Воробьев жил очень скромно в небольшой квартире на улице Красноярская. После смерти Владимира Ильича по решению Новокузнецкого горисполкома № 130 (22.03.1972) улица Красноярская стала называться улицей имени Воробьева.